# Anicet Ciscar Rius
Anicet Ciscar Rius (Barcelona, 22 de desembre 1909 – Barcelona, 23 de desembre de 2002) fou un esportista i dirigent esportiu català.
Practicà el futbol (1923-27), l'hoquei sobre herba (1927-30), la boxa, esport en què fou campió de Catalunya i d'Espanya universitari del pes wèlter (1931, 1932), el salt de palanca i la pesca submarina. Destacà com a jugador de rugbi en l'equip del Barcelona Universitari Club, amb el qual es proclamà campió de Catalunya i subcampió d'Espanya de primera divisió. Formà part de l'equip espanyol universitari que disputà els Jocs Mundials a Torí. Conreà el periodisme esportiu i col·laborà amb La Humanitat, Nova York Pugilista, La Vanguardia, La Noticia de San Sebastián i Mundo Deportivo. Com a dirigent, fou vicepresident de la Federació Espanyola de Rugbi i presidí el Barcelona Union Club, l'Associació Esportiva Joventut, el Club Esportiu Universitari i el Panathlon Internacional de Barcelona, i també la Federació Catalana d'Atletisme. Rebé la medalla Forjadors de la Història Esportiva de Catalunya el 1987.